# 前田信吾
前田 信吾 （まえだ しんご、1979年7月5日 - ) は日本の歯科医師、博士（歯学）、医療講師。千葉県船橋市出身。

## 略歴
1992年3月船橋市立八木が谷小学校、1995年3月船橋市立八木が谷中学校、1998年3月千葉県立船橋西高等学校（現：千葉県立船橋啓明高等学校）、2006年3月日本歯科大学新潟歯学部（現：日本歯科大学新潟生命歯学部）を卒業。
第100回歯科医師国家試験合格、歯科医師臨床研修の修了後、2008年4月～2012年3月の間、日本歯科大学大学院新潟生命歯学研究科 顎口腔形態学分野 硬組織粘膜比較形態学 (肉眼解剖学：解剖学第１講座/主任教授・影山幾男) に在籍し、2012年3月16日に博士(歯学)を取得した。
博士論文は「Variations in the course of the maxillary artery in Japanese adults」内容は顎動脈の走行および分岐のパターンにおけるバリエーションの報告である。
学位取得後は、日本歯科大学 新潟生命歯学部 解剖学第一講座および 松本歯科大学の非常勤講師、神奈川歯科大学 特別研究員 などを経た後に独立。
2015年前後からフリーの医療系非常勤講師として活動し後進の育成に尽力している。

## 活動
活動範囲は、東日本を中心に全国の専門学校を中心に全国を活動のエリアとしている
授業範囲は、基礎医学分野で 解剖学（全身・口腔・歯）、組織学（全身・口腔）、発生学（全身・口腔・歯）、生理学、運動学、生化学、病理学、老年学、衛生学など多岐にわたる。
授業対象者、歯科医師、歯科衛生士、看護師、理学療法士、作業療法士、鍼師、灸師、柔道整復師、あんまマッサージ指圧師の学生、および資格取得後の研修等の教育など多岐にわたる。
講演は主に、本人のホームベースである基礎医学の視点からの話、本人の経験からの話である。
所属学会は、日本解剖学会、日本人類学会、日本法医学会、歯科医学教育医学会、日本歯科衛生学会など。
ボランティアは、日本海側最大の二次創作のイベントである「ガタケット」、日本海側で行われている漫画の祭典「新潟マンガ大賞」、医療系プレゼンテーション「MED JAPAN」、障碍者イベントである「ゆめ旅KAIGO 2020」 等が有る
執筆出版は、医療系のweb雑誌等での連載や電子ブック系の出版物がある。